# 格拉特河

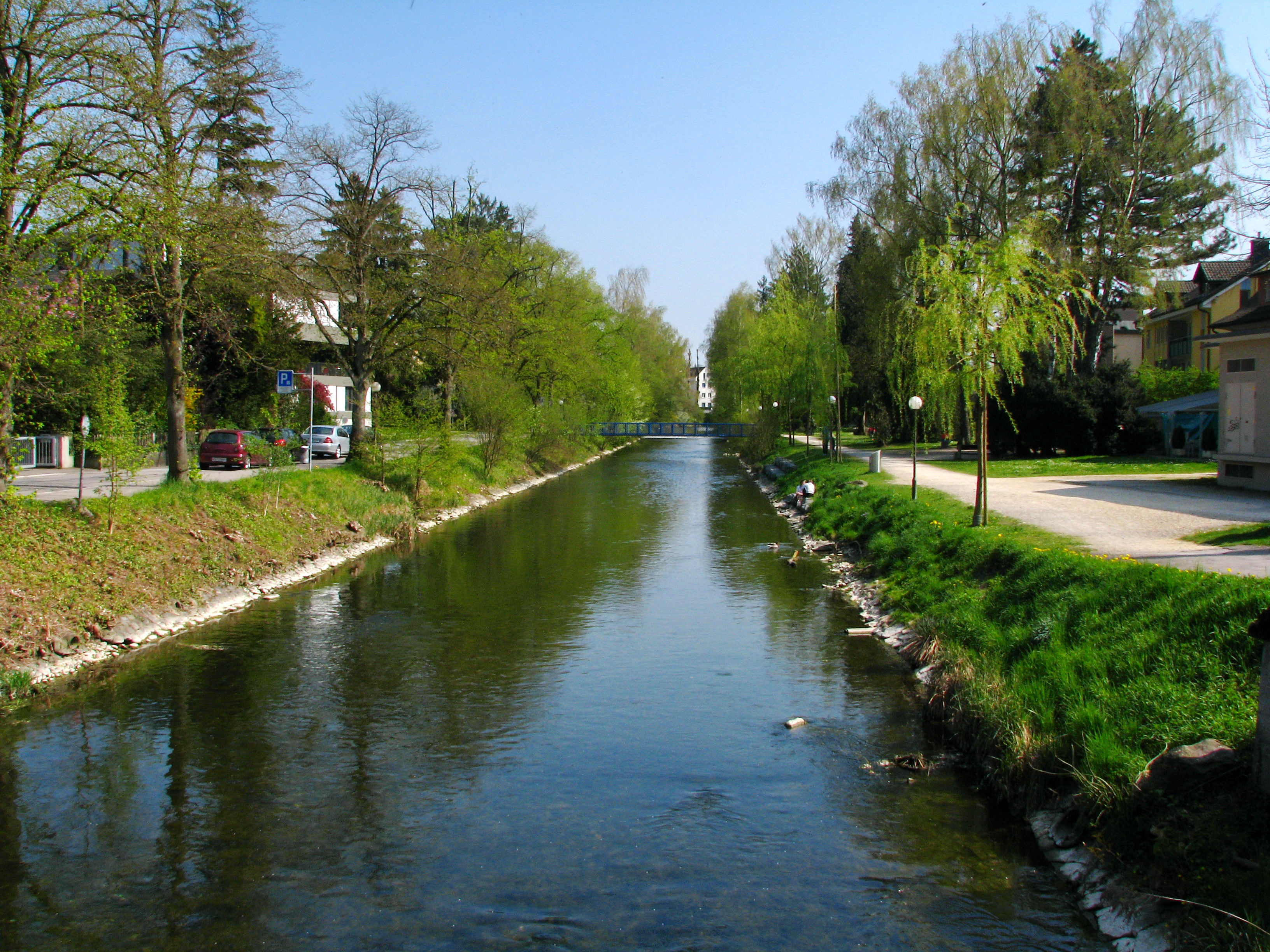

格拉特河（德語：Glatt）是瑞士的河流，位於苏黎世州，發源自格赖芬湖，河道全長38.5公里，出沒的魚類有歐鰱、歐洲鰻鱺、鯉魚、丁鱥和歐白魚等。